# Bataille de Middle Creek
Guerre de Sécession
Batailles
Théâtre oriental
- Virginie-occidentale
- Manassas
  - 1re Bull Run
- 1re Virginie Septentrionale
- Burnside Expedition
- Péninsule
- Sept Jours
  - Gaines's Mill
  - Malvern Hill
- 1re Shenandoah valley
- 2de Virginie Septentrionale
  - 2de Bull Run
- Maryland
  - Antietam
- Fredericksburg
- Tidewater
- Chancellorsville
  - Chancellorsville
- Pennsylvanie
  - Gettysburg
- Bristoe
- Mine Run
- Campagne terrestre
  - Wilderness
  - Spotsylvania
  - Cold Harbor
- Bermuda Hundred
- 2de Shenandoah valley
  - Opequon
  - Cedar Creek
- Petersburg
- 1re Wilmington
- 2de Wilmington
- Appomattox
  - 3e Petersburg
  - Sayler's Creek
  - Appomattox C.H.

Théâtre occidental
- East Kentucky
- Shiloh
  - Fort Henry
  - Fort Donelson
  - Shiloh
- Kentucky
- Raid de Newburgh
  - Perryville
- Stones River
  - Murfreesboro
- Vicksburg
  - Champion Hill
  - Vicksburg
- Raid de Morgan
- Raid de Hines
- Tullahoma
- Chickamauga
- Chattanooga
- Knoxville
- Raid Forrest
- Atlanta
- Franklin-Nashville
- Savannah
- Carolines
  - Bentonville
- Raid de Wilson

Théâtre Trans-Mississippi
- Arizona confédéré
  - 1re Messilla
- Missouri
  - Wilson's Creek
- Territoire indien
- Trail of Blood on Ice
- Nouveau-Mexique
- Boston Mountains
- Pea Ridge
- 1re Texas
- Little Rock
- 2de Texas
- Camden
- Red River
- Raid de Price
- Palmito Ranch

Théâtre du bas littoral et approche du golfe
- Fort Sumter
- Blocus de l'Union
- 1re Bayou Teche
- Mississippi valley
  - Port Hudson
- Charleston
- 2de Bayou Teche
- Mobile Bay
- Mobile

La bataille de Middle Creek est un combat livré le 10 janvier 1862, dans l'est du Kentucky pendant la Guerre de Sécession. Avec celle de Mill Spring, la bataille de Middle Creek mit l'armée de l'Union en situation d'envahir le Tennessee.

## Contexte

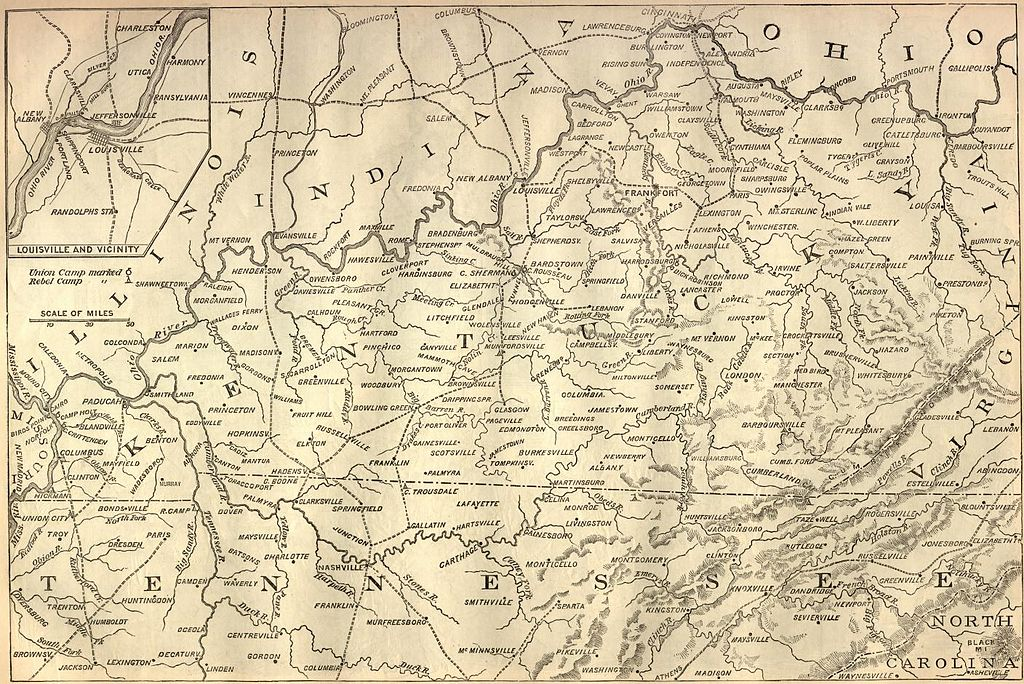
Carte du Kentucky à l'époque de la guerre de Sécession

Comme le Maryland et le Missouri, le Kentucky faisait partie des États indécis qui comptaient, au déclenchement de la guerre, une importante minorité favorable à la sécession. Le passage de ces États dans le camp rebelle constituait un risque important pour l'Union.
Stratégiquement, il était également important, pour les belligérants, de contrôler le cours de l'Ohio (qui suit la frontière du Kentucky sur 800 kilomètres) ainsi que celui de ses affluents, Cumberland et Tennessee, qui pénètrent jusqu'au cœur des États du Tennessee et de l'Alabama.
Le Kentucky, en particulier, était un enjeu important : c'était à la fois le 9e État le plus peuplé des États-Unis, le lieu de naissance du président Lincoln,, celui d'où était originaire toute la famille de son épouse, et l'État de naissance du président confédéré Jefferson Davis.
Au milieu des tensions entre les partisans de l'Union et ceux de la sécession, le Kentucky s'était officiellement déclaré neutre. Mais cette neutralité, démentie, sur le terrain par la création de milices favorables à l'un ou l'autre camp, prit fin le 3 septembre 1861, quand le brigadier-général Gideon Pillow, suivant les ordres de Léonidas Polk s'empara, pour les Confédérés, de Colombus, une ville du Kentucky située, à la frontière sud-ouest de l'État, sur le Mississippi. Ulysses S. Grant répliqua en occupant, avec les soldats de l'Union, les villes de Paducah et de Smithland, aux embouchures respectivement du Tennessee et du Cumberland. Une législature rebelle se déclara le 18 novembre et, à la fin de l'année 1861, 35 000 soldats confédérés occupaient une bande au sud du Kentucky, de Columbus au Cumberland Gap, face à 50 000 fédéraux répartis dans le reste de l'État.
En octobre-novembre 1861, l'Union avait repoussé une incursion confédérée conduite sous le commandement du colonel John S. Williams. Ce dernier, après avoir évacué Pikeville le 8 novembre, après sa défaite d'Ivy Mountain, avait repassé la frontière avec le 5th Kentucky infantry (CSA) et établi ses quartiers d'hiver à Pound Gap, à la frontière entre le Kentucky et la Virginie.
C'est dans ce contexte que les rebelles du brigadier-général Humphrey Marshall pénètrent à nouveau, au mois de décembre, dans l'est de l'État.
Renforcé par les effectifs du 5th Kentucky infantry (CSA) de Williams, Marshall et ses hommes suivent la vallée de la Big Sandy River et établissent des camps fortifiés à Hagerhill et à Paintsville, au nord-ouest de Prestonsburg, ainsi qu'un camp de cavalerie à l'embouchure de la Jenny Creek, à proximité de Paintsville, sur la Levisa Fork, un affluent de la Big Sandy.
C'est à Paintsville que Marshall installe son quartier-général et organise ses troupes. Début janvier, il a étoffé ses forces en recrutant des sympathisants de la cause confédérée, ainsi que des déserteurs de l'armée de l'Union. Il dispose alors, selon les espions fédéraux, de 4 000 à 7 000 hommes, sans être toutefois parvenu à les équiper complètement.

les protagonistes
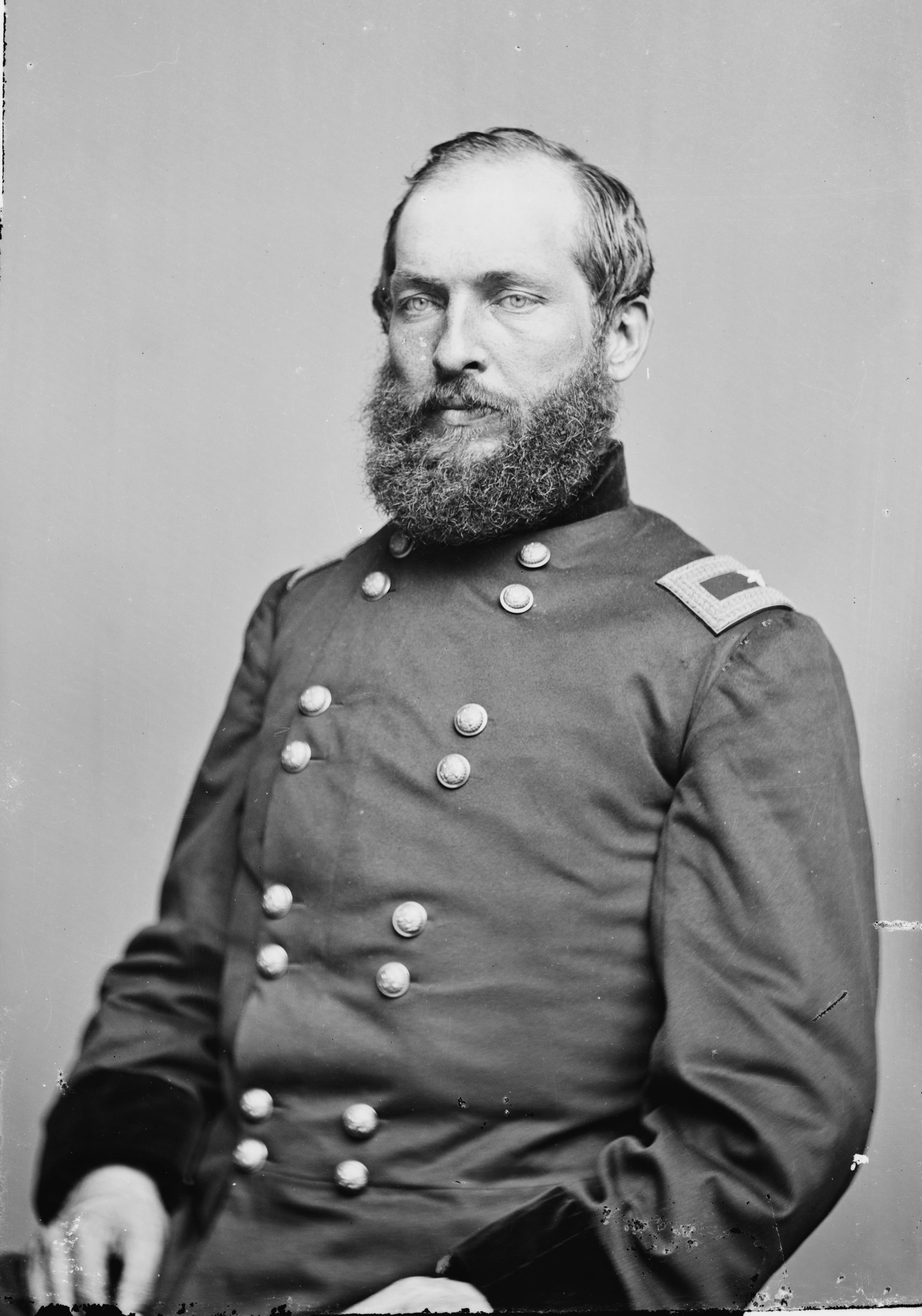
James Garfield, le commandant des forces de l'Union.
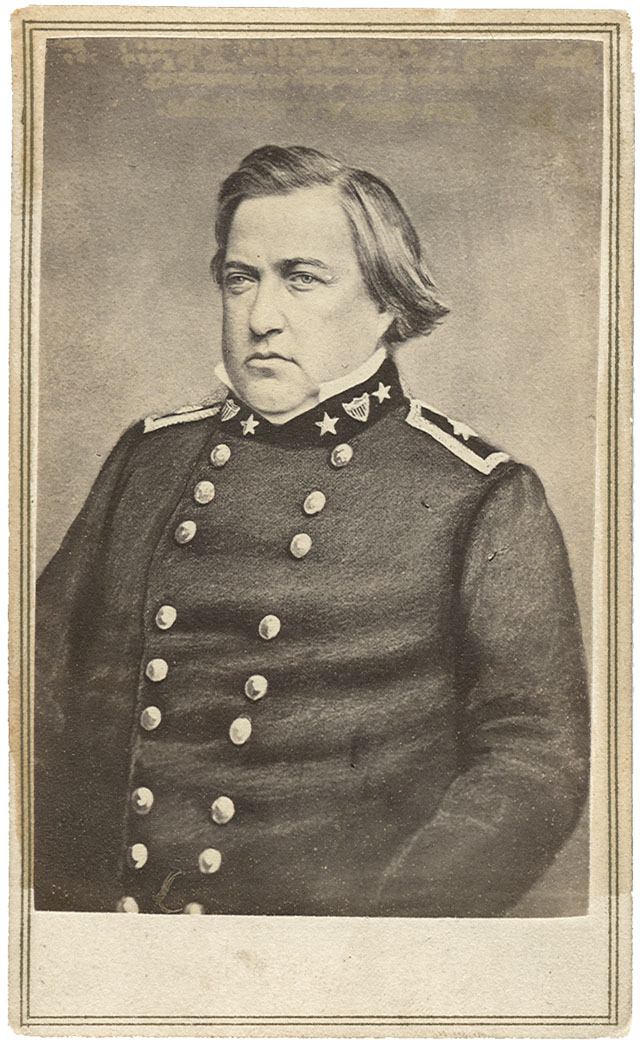
Humphrey Marshall, le commandant confédéré.

Informé de la situation, le brigadier-général de l'Union Don Carlos Buell commande alors au colonel James Abram Garfield de chasser Marshall et de le forcer à se retirer en Virginie.

## Ordres de bataille
- Confédération : Army of Eastern Kentucky, commandée par  le Brigadier-Général Humphrey Marshall.
  - 29th Virginia infantry (Colonel A. C. Moore, Withe county)
  - 54th Virginia infantry (Colonel Robert. C. Trigg, Wise county)
  - 5th Kentucky infantry (Colonel John S. Williams)
  - Batterie d'artillerie (3 pièces, Capitaine W. C. Jeffress, Nottaway county, Virginia)
  - 1st Kentucky cavalry (6 compagnies, Capitaines Clay, Thomas, Shawhan, Cameron, Stone, et Holliday)

Soit environ 2000 hommes.
- Union : 18th brigade commandée par le Colonel James A. Garfield
  - 40th Ohio infantry (Colonel Jonathan Cranor, Capitaine Jones)
  - 42d Ohio infantry (Major Don A. Pardee, capitaine James)
  - 14th Kentucky infantry (Lt. Colonel Joseph R. Brown, capitaine Burke)
  - 22nd Kentucky infantry (Colonel George W. Monroe)
  - 1st Ohio cavalry (1 escadron, Major William McLaughlin)
  - 1st Kentucky cavalry (Lt. Colonel James Letcher)
  - 2nd West Virginia cavalry (Lt. Colonel W. M. Bolles)

Soit environ 2100 hommes.

## La bataille
Le 23 décembre 1861, Garfield, avec 1 400 hommes, entame, par des routes défoncées par l'hiver, sa marche d'approche sur Paintsville. Il a allégé le train de son armée en démontant une partie de ses fourgons et en les chargeant sur un vapeur et des barges à fond plat qui doivent remonter la Big Sandy River. Son approche pousse les Confédérés, mal renseignés sur ses effectifs, à démanteler leur camp de Paintsville pour se replier à une vingtaine de kilomètres vers le sud, sur les hauteurs de Middle Creek, à 3 km au sud-est de Prestonsburg. Pour protéger leur ligne de ravitaillement, ils laissent à l'ouest de Paintsville, au confluent de la Levisa Branch et de la Jenny Creek un détachement de cavalerie de 300 hommes ainsi qu'une unité d'infanterie, positionnée une dizaine de kilomètres en amont sur la Jenny.

### 7-8-9 janvier

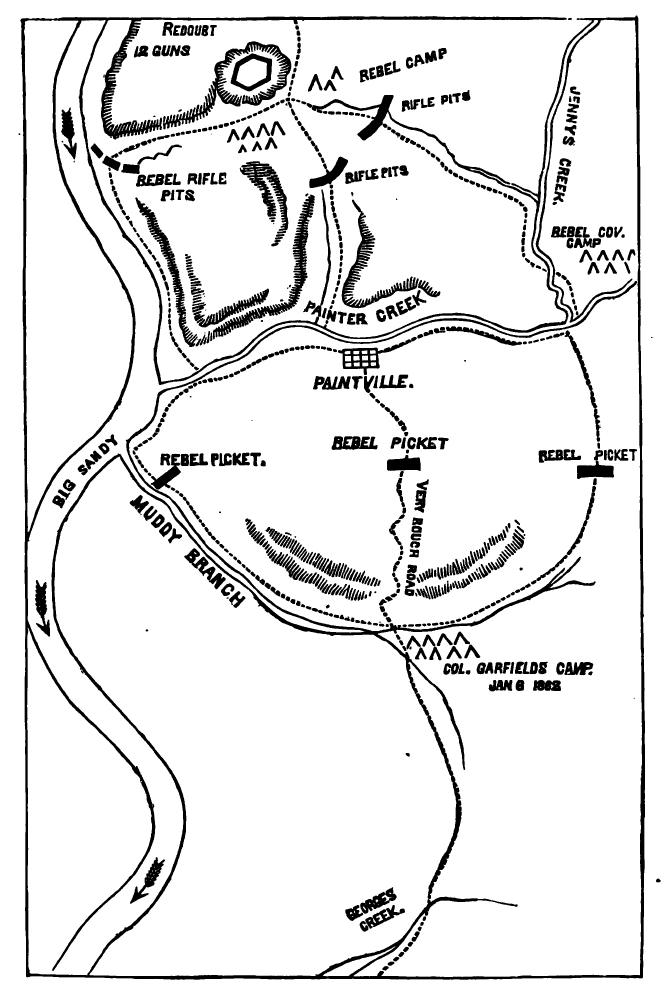
Carte de Painsville, Kentucky. La carte a été dessinée du point de vue de Garfield arrivant sur Paintsville. Le sud est en haut, l'ouest à droite.

Arrivé devant Paintsville le 7 janvier vers 14 heures, Garfield, mal renseigné quant aux positions adverses, demande au capitaine Bolles et à ses cavaliers du 1st Virginia cavalry, accompagnés par la 1re compagnie du capitaine S. M. Barker, de pousser une reconnaissance destinée à localiser la cavalerie ennemie.
À 16 heures, Garfield fait poser un pont flottant sur la Paint Lick Creek (à Painsville) et engage la 8e compagnie du 42d Ohio infantry et la 2e compagnie du 14th Kentucky pour conduire une reconnaissance armée et capturer la cavalerie confédérée. Il a transmis au colonel Bolles l'ordre de ne pas attaquer, mais celui-ci a déjà passé la Paint River à gué et pris contact avec l'ennemi. Les cavaliers confédérés, surpris, tournent rapidement bride et remontent la vallée de la Jenny, laissant sur le terrain du matériel, des morts et des blessés. Les Fédéraux de Bolles les poursuivent sur plus de 10 km et s'arrêtent quand les cavaliers de Marshall rejoignent la compagnie d'infanterie stationnée en amont. Les Confédérés se postent alors de chaque côté de la route « large seulement pour laisser passer deux hommes de front » et arrêtent les forces de l'Union, qui se retirent. Dans cette escarmouche, les rebelles abandonnent 15 prisonniers et enregistrent 25 tués ou blessés, tandis que les Fédéraux déplorent deux morts et un blessé.
Le 8 janvier, après avoir passé la nuit à Paintsville, Garfield, incertain des forces en présence, décide d'attendre l'arrivée des renforts du 40th Ohio infantry et du 1st Kentucky cavalry (Wolford) qui portent ses effectifs à 2 400 hommes, une fois déduits les hommes du colonel Bolles, qui ont été renvoyés à Guyandotte (Virginie).
Le 9 janvier, Garfield prélève 200 hommes du 22nd Kentucky infantry et 300 dans chacun des trois autres régiments d'infanterie (40th et 42d Ohio infantry, 4th Kentucky infantry). Il prend le commandement de ces effectifs avec l'appui du colonel Craner (40th) et du major Burke (14th).
Pendant que la cavalerie du colonel Wolford et du major McLaughlin est dépêchée pour remonter Jenny Creek, Garfield prend la route qui longe la rivière vers Prestonburg,.

### 10 janvier

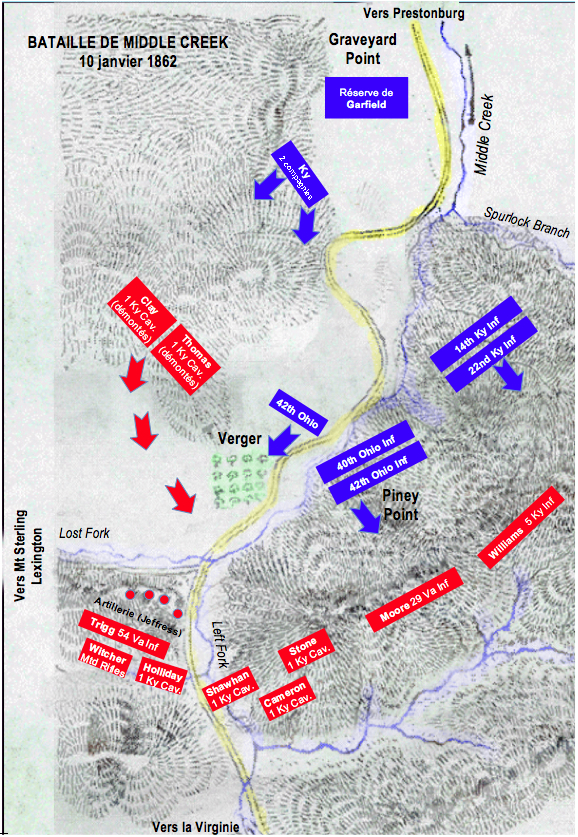
Carte décrivant le terrain et les forces en présence à la Bataille de Middle Creek, sur la base de la carte établie par le commandant confédéré et de témoignages et rapports parfois contradictoires sur certains détails mineurs. Les forces de l'Union sont en bleu, les forces rebelles en rouge.

À l'aube du 10 janvier, le colonel Sheldon, du 42nd Ohio, responsable du campement fédéral, reçoit une dépêche de Garfield lui indiquant qu'il a trouvé l'ennemi à Middle Creek, trois kilomètres au sud-ouest de Prestonburg, et lui demandant des renforts. À 6 heures du matin, Sheldon se met en marche, avec 800 hommes, vers le lieu de l'action.
Les Confédérés se sont postés sur les collines avec 2 000 hommes et 3 pièces d'artillerie. Garfield commande une reconnaissance armée en espérant qu'un accrochage lui révèlera la disposition exacte des forces ennemies. Cette manœuvre restant sans résultat, vers midi, Garfield demande à son escorte de charger, ce qui déclenche finalement le feu des Confédérés. Les cavaliers ainsi pris pour cible font demi-tour, laissant les tirs se concentrer sur les patrouilleurs de l'adjudant Olds (42nd), qui répliquent et se replient pour rejoindre la ligne de l'Union.
Garfield peut maintenant comprendre l'organisation des Confédérés : ils occupent, en surplomb de la route qui longe la Middle Creek, l'éminence au pied de laquelle Garfield s'est arrêté, ainsi que la longue crête en forme de croissant qui lui fait face de l'autre côté de Middle Creek. Ils ont improvisé à son sommet trois monticules de pierre, répartis à égale distance, à droite, à gauche et au milieu, derrière lesquels ils s'abritent pour tirer. Leur artillerie (Jeffress) est placée au sommet d'une colline située de l'autre côté de la route, entre les deux positions et au milieu de leur ligne.
Garfield envoie une centaine d'hommes à l'assaut du côté le plus élevé de la crête. Après une ascension difficile, sur des pentes raides et caillouteuses couvertes d'arbres et de buissons, les Fédéraux sont accueillis au sommet par le feu des confédérés et par leur artillerie Rejoints par quelque 200 hommes, les assaillants parviennent à déloger les rebelles retranchés derrière le premier monticule, tandis qu'un second détachement de 200 hommes, bientôt appuyé par 300 hommes du colonel Cranor (40th) prend d'assaut l'autre extrémité de la crête et emporte le second monticule, laissant les rebelles retranchés au milieu, derrière leur dernier amas de pierres.
Vers 16h30, les renforts de l'Union demandés le matin par Garfield arrivent après avoir parcouru, sans avoir déjeuné, plus de 20 kilomètres sur une route défoncée et boueuse (dont les trois derniers kilomètres au pas redoublé). Garfield les envoie sur sa droite escalader la crête, mais doit les retirer à la nuit tombante, de peur que le crépuscule n'amène ses hommes désorientés à se prendre mutuellement pour cibles. Leur arrivée a cependant dissuadé les rebelles de poursuivre le combat.
Pendant la nuit, les soldats de l'Union observent des lueurs d'incendie au-delà de la crête. Le lendemain matin, 11 janvier, l'ennemi a disparu. Marshall s'est allégé en brûlant ses fourgons les plus lourds et a plié bagage, laissant une partie de ses morts sur le terrain et emportant avec lui ses blessés. Il repasse la frontière et regagne la Virginie le 24 janvier. Des cavaliers du 1st Kentucky, qui sont arrivés au petit matin sous le commandement du lieutenant-colonel Lechter et n'ont pas participé aux combats, sont envoyés à la poursuite des traînards.
« Nous fîmes des prisonniers, qui se rendirent sans résistance. Il s'agissait surtout de [déserteurs] de l'Union, qui acceptèrent de rejoindre l'armée fédérale, à condition de ne pas être affectés à des avant-postes situés dans cette zone, de peur d'être capturés par leurs anciens camarades. Ils formaient un groupe dépareillé, les hommes habillés de façon disparate, portant des bee-gum hats, des manteaux à queue-de-pigeon tissés à la main, des vestes rouges et des chemises de chasseurs. Leurs armement était rudimentaire, fusils à silex, fusils de chasse. Le colonel Garfield ordonna de donner une sépulture décente à nos morts et à ceux des Confédérés. Il fit soigner leurs blessés et les envoya, en bateau, à l'hôpital de Cincinnati, accompagnés par le capitaine George Coppage de la compagnie D. »
Après le combat, les forces de Garfield occupent Prestonsburg, puis se retirent sur Paintsville, en utilisant un bateau qui a remonté la Big Sandy River.
« L'endroit était presque désert. Je pris plusieurs chevaux, 18 caisses de ravitaillement et 25 fusils à silex. Je découvris que la communauté des environs de Prestonburg avait été dépouillée de tout ce qui pouvait intéresser une armée. Je ne pus y trouver une journée de fourrage pour mes chevaux. »
Garfield fait afficher une proclamation destinée aux habitants de la vallée à peine reconquise.
« Quartier-général 18e Brigade
Paintsville, Kentucky, 16 janvier 1862.
Citoyens de la Sandy Valley,
Je suis venu parmi vous pour restaurer l'honneur de l'Union et pour ramener ce vieux drapeau que vous aimiez tous autrefois et que l'incompréhension mutuelle et les complots de gens malintentionnés ont déshonoré parmi vous. À ceux qui ont pris les armes contre le Gouvernement fédéral, je ne peux offrir que le combat ou une reddition inconditionnelle. Mais à ceux qui n'ont pas pris part à cette guerre, à ceux qui n'aident ni ne soutiennent les ennemis de l'Union - même ceux qui nourrissent des sentiments hostiles à son égard, sans toutefois fournir aide et assistance à nos ennemis - j'offre la protection totale du Gouvernement, que ce soit pour leurs personnes ou pour leurs biens.

Que ceux qui se sont laissés entraîner loin de la Patrie par les ennemis de la paix posent leurs armes, regagnent leurs foyers, fassent allégeance au Gouvernement fédéral, et ils bénéficieront de la même protection. L'armée de l'Union ne mène pas une guerre de pillage, elle vient pour rétablir la prospérité et la paix. Que tous les citoyens amoureux de la paix qui ont fui leurs maisons y rentrent pour reprendre leurs paisibles industries. Si des citoyens ont pâti des actions des soldats que je commande, je les invite à me faire connaître leurs griefs : les torts seront redressés et les coupables punis. J'attends que les amis de l'Union, dans cette vallée, bannissent les querelles privées et laissent l'amour bienveillant de la Patrie guider leur conduite envers ceux qui se sont si tristement éloignés et perdus. Espérant que ces temps de turbulence touchent à leur fin, et que reviennent les jours meilleurs de la République.
J. A. Garfield, Colonel Commanding Brigade. »

## Bilan
Les forces de l'Union avaient déjà arrêté une offensive confédérée dans le Kentucky en 1861. Middle Creek démontra que leur détermination et leurs capacités militaires n'avaient pas diminué.
Avec celle de Mill Spring (une semaine plus tard), la bataille de Middle Creek conforte le contrôle de l'Union sur la partie est du Kentucky, au moins jusqu'à ce que l'armée confédérée du général Braxton Bragg ne lance son offensive de l'été 1862. Les deux victoires de 1861 mirent l'armée de l'Union en situation d'envahir le Tennessee au mois de février suivant.
La victoire de Garfield à Middle Creek marqua le début d'une carrière militaire et politique qui allait le mener à la Maison-Blanche.